# Grupa Atiry
Grupa planetoidy Atiry, także planetoidy typu Apohele – grupa planetoid bliskich Ziemi, zaliczana czasem do grupy Atena, których aphelia są bliższe Słońca niż najmniejsza odległość Ziemi od Słońca, czyli 0,983 j.a. Krążą one zatem zawsze wewnątrz orbity Ziemi.
Nazwa grupy pochodzi od planetoidy (163693) Atira, pierwszego ciała z tej grupy, którego orbita została wyznaczona z wymaganą precyzją.
Często używana, także w literaturze naukowej, nazwa „Apohele” nie jest oficjalna i nie pochodzi od żadnej planetoidy – jest słowem hawajskim i oznacza „orbita”.

## Obserwacje
Planetoidy z grupy Atiry, krążąc wewnątrz ziemskiej orbity, odbijają niewiele światła w stronę Ziemi. Są one widoczne na niebie w ciągu dnia, co dodatkowo utrudnia ich obserwacje.

## Lista
Znanymi przedstawicielami tej grupy według stanu na 13 marca 2025 roku były 34 obiekty, w tym 9 ponumerowanych, a dwa z nich miały też nazwy własne:
- (163693) Atira
- (164294) 2004 XZ130
- (413563) 2005 TG45
- (418265) 2008 EA32
- (434326) 2004 JG6
- (481817) 2008 UL90
- (594913) ꞌAylóꞌchaxnim – pierwsza odkryta planetoida krążąca całkowicie wewnątrz orbity Wenus
- (613676) 2006 WE4
- (678861) 2017 YH
- 1998 DK36
- 2010 XB11
- 2012 VE46
- 2013 JX28
- 2013 TQ5
- 2014 FO47
- 2015 DR215
- 2017 XA1
- 2018 JB3
- 2019 AQ3[4]
- 2019 LF6[5]
- 2020 HA10
- 2020 OV1
- 2021 BS1
- 2021 LJ4
- 2021 PB2
- 2021 PH27
- 2021 VR3
- 2022 BJ8
- 2023 EL
- 2023 EY2
- 2023 KQ5
- 2023 WK3
- 2024 UM9
- 2024 WD19